# Лисичанск
Лисичанск (на украински език: Лисича́нськ [lɪsɪˈtʃɑnʲsʲk]; на руски език: Лисича́нск [lʲɪsʲɪˈtɕansk]) е град в Северодонецкия район на Луганска област, Югоизточна Украйна. Разположен е на високия десен бряг на река Северски Донец, от чиято отсрещна страна се намира Северодонецк, и на около 115 км от областния град Луганск. Освен Сиверски Донец, чиято дължина в границите на града е 26,5 км, през Лисичанск тече и река Биленка (по протежение на 7 км в чертите на града). Населението на Лисичанск към 2020 г. е 109 913 души, или 5.1% от населението на региона, а площта – 95,64 кв. км. Най-високата точка се намира на 217 м.
Администрацията на община Лисичанск включва градовете Новодружеск и Привилия. Част е от Северодонецко-Лисичанската полицентрична агломерация (известна още като „Троеград“), чиито центрове са градовете Северодонецк, Лисичанск и Рубижне. Градското население на агломерацията към 2015 г. е приблизително 345 000 хиляди души, или 15,6% от населението Луганска област. Преди реформите в общинската класификация през 2020 г. Лисичанск придобива статут на град с областно значение.
Климатът в Лисичанск е умереноконтинентален, като средната годишна температура е 8,5 °С. Пощенските кодове на града са в диапазона 93100 – 93199; телефонният код е +380 6451; МПС кодът е BB / 13. Лисичанск се намира в часовата зона UTC+2, а през лятото – в UTC+3.

## История
Град Лисичанск е основан през 1710 г. От 1764 г. има статут на село в Новоросийска губерния, а от 1783 г. - село в Катеринославска губерния. Сред предишните му имена са Еленови планини, Лисяча Балка, Третя Рота. С указ на Екатерина II през 1796 г. на територията на днешен Лисичанск, тогава Лисичи Байрак, е построена първата тунелна въглищна мина в Украйна, която бележи началото на промишления добив на въглища. Приблизително до средата на XIX в. Лисичанск произвежда 84% от въглищата, добивани в целия Донбас, а от 1804 г. е единственият въгледобивен град. В началото на XVIII век на територията на днешен Лисичанск са разположени две зимни казарми на Калмийската паланка на Запорожката войска: Лисичий Байрак-на-Динци и Вишче-на-Динци. Когато Руската империя създава Славяносърбия (през 1753 г.) за настаняване на военни бежанци (сърби, хървати, българи, власи) от Османската империя, Трета рота на Бахмутския хусарски полк е установена във Верхние (бивше Вишче, на устието на река Верхня Била, приток на река Донец, днес в южната част на Лисичанск).
Към 1859 г. на територията на днешен Лисичанск има три селища: Лисичанске, Верхние и Рубижне с общо население малко над 4000 жители. Първите две са подчинени на министерството на минното дело, а повечето от жителите им са заети в минното дело, докато Рубижне е дворянска собственост. След освобождаването на крепостните селяни през 1861 г. задължителният добив на въглища и каруцарството са премахнати.
Гражданската война в Русия (1918 – 1919 г.) оказва влияние върху индустриите и мините в региона и през 1920 г. мините и заводите са национализирани от болшевиките. До 1925 г. икономиката на района е възстановена и Лисичанск е определен за град, чието население година по-късно наброява 6629 жители. От тях 56,3% са украинци, 35,4% руснаци и 5,0% евреи. През 1929 г. градът е определен за районен център.
Благодарение на развитието на въглищната, химическата, стъкларската промишленост, оборудването на фабриките с модерно оборудване, изследванията, проучването и добива на минерали за работата на фабрики и мини, Лисичанск привлича индустриални инициативи, експерименти и търсения и се превръща в място, където са живели и работили учени и изследователи като Дмитрий Менделеев, Леонид Лутугин, Егор Ковалевски и други.
След Втората световна война Лисичанск е в подем – развива се промишлеността, а паралелно с това нараства населението му (27 800 до 1953 г.). През 1962 г. Северодонецк се отделя от Лисичанск, а през 1965 г. Лисичанск поглъща съседния по-бавно развиващ се град Верхние на югоизток и град Пролетарске (до 1930 г. под името Рубижне, което е дадено впоследствие на промишленото селище Руско-Краска) на северозапад.
През 70-те години на XX век Лисичанск е известен със своята химическа и нефтопреработваща промишленост. Населението му нараства от 35 000 през 1956 г. на 37 900 през 1959 г., 117 800 през 1970 г. и 119 000 през 1979 г., достигайки връх от 127 000 през 1989 г., след който започва да намалява – тенденция, която се запазва и след обявяването на независимостта на Украйна. През 90-те години на XX век много предприятия са затворени, а до някои от останалите са приватизирани. Появяват се нови малки предприятия и икономиката започна да се съживява. Финансовата криза от 2008 – 2009 г. обаче довежда до масови затваряния и безработица в Лисичанск.
Лисичанск е сред градовете в Украйна, в които се водят боеве в хода на руското нападение в Украйна през 2022 г. Битката за Лисичанск е част от битката за Донбас. След интензивен руски обстрел и наземни сблъсъци в покрайнините, на 2 юли 2022 г. проруската сепаратистка Луганска народна република (ЛНР) обявява, че силите ѝ са превзели Лисичанск. На 3 юли Русия заявява, че контролира Лисичанск, а украинският генерален щаб потвърждава, че украинските сили са се изтеглили от града, „за да спасят живота на украинските защитници“. С превземането на Лисичанск и някои населени места на запад, цялата Луганска област за първи път попада под контрола на ЛНР.